# 北大王墓志

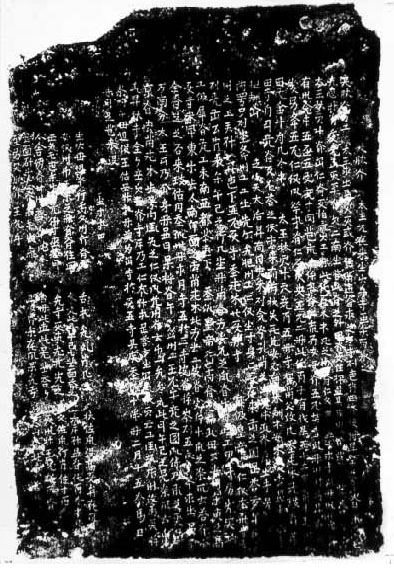
契丹大字-北大王墓志

北大王墓誌是辽代的一合墓志，志石刻有契丹大字27行，共789字。志盖正面刻有篆体汉字“北大王墓誌”，背面刻有汉字21行。北大王墓位于内蒙古赤峰阿鲁科尔沁旗昆都镇的一个辽墓群中。墓志1975年冬发现，现存阿鲁科尔沁旗博物馆。
墓主人耶律萬辛生于972年，卒于1042年，重熙四年（1035年）被封为北大王。
志文所刻契丹大字字数较多，字体工整，是研究契丹大字的重要材料。目前已经释读出几十个字。